# Розфарбовані обличчя (фільм, 1929)
Розфарбовані обличчя (англ. Painted Faces) — американський кримінальний детектив режисера Альберта С. Рогелла 1929 року.

## Сюжет
Водевіль: виконавець убитий за кулісами, а іншого виконавця судять за цей злочин.

## У ролях
- Джо Е. Браун — Герман
- Хелен Фостер — Ненсі
- Бартон Хепберн — Бадді Бартон
- Дороті Гуллівер — Бейб Барнс
- Лестер Коул — Родерік
- Річард Такер — окружний прокурор
- Мейбл Жюльєнна Скотт